# لا وی کلر
لا وی کلر (فرانسوی: La Vie Claire‎) یک تیم دوچرخه‌سواری در کشور فرانسه بوده.
این تیم در سال ۱۹۸۴ تأسیس و در سال ۱۹۹۱ منحل شده‌است. تیم لاوی کلر در بخش تیمی تور دو فرانس ۱۹۸۵ و ۱۹۸۶ به قهرمانی دست پیدا کرده است.